# Operahögskolan i Stockholm
För andra betydelser, se Operahögskolan (olika betydelser).

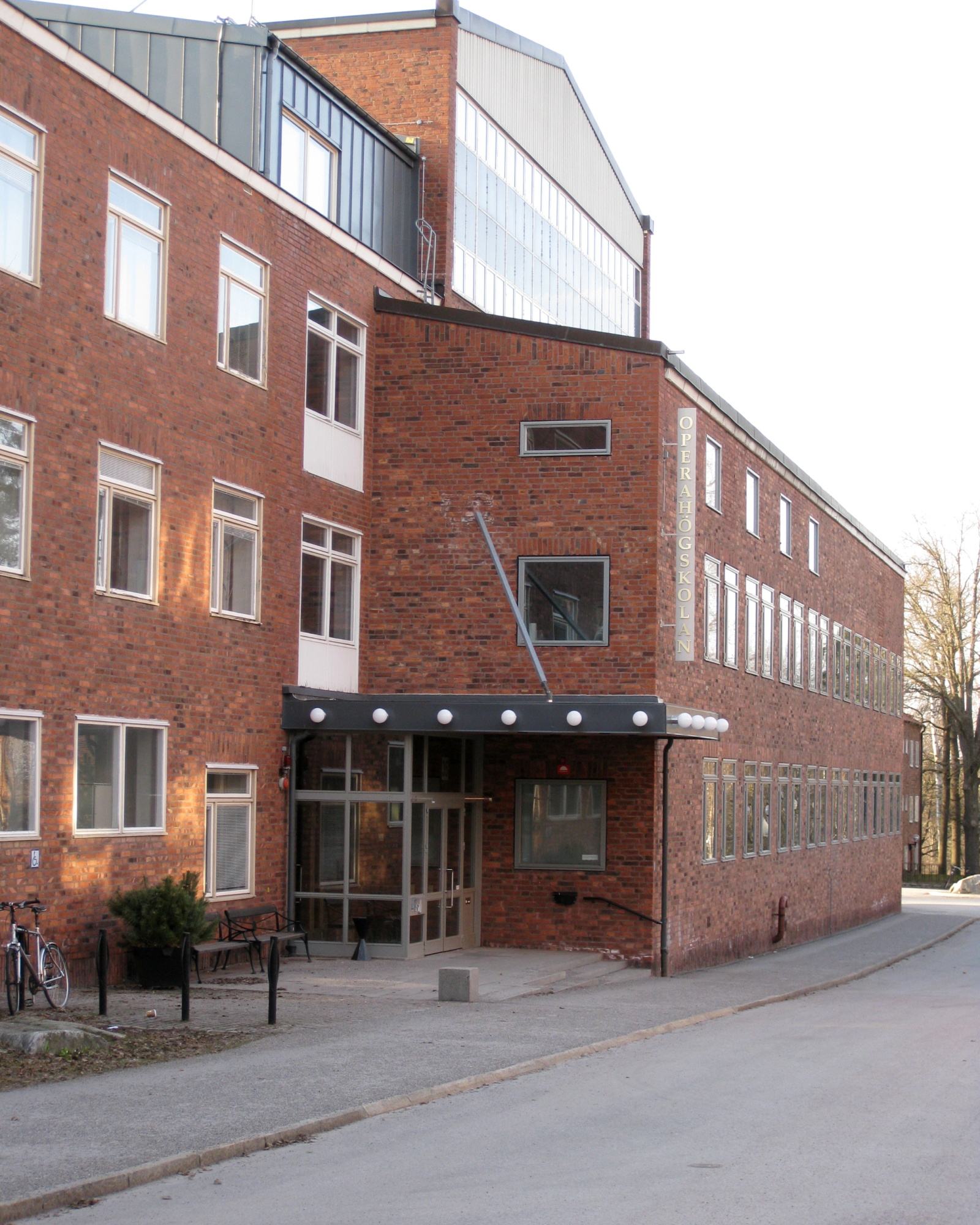
Operahögskolans lokaler på Campus Valhallavägen.

Operahögskolan i Stockholm var en självständig statlig högskola fram till år 2014 då den tillsammans med Dans och Cirkushögskolan (DOCH) och Stockholms dramatiska högskola bildade Stockholms konstnärliga högskola. Sedan 1 januari 2020 används inte längre namnet Operahögskolan i Stockholm.
Under 1700-, 1800- och början av 1900-talet ägde operautbildningen rum vid Kungliga Operan (Kungliga Teatern) och vid musikkonservatoriet vid Musikaliska Akademien.
År 1968 blev skolan en självständig högskola och verksamheten flyttade till Bünsowska villan på Dag Hammarskjölds väg vid Djurgårdsbrunnsviken i Stockholm. Från 2003 äger utbildningen rum i lokaler på Teknikringen på Campus Valhallavägen i Stockholm.

## Arkitektur

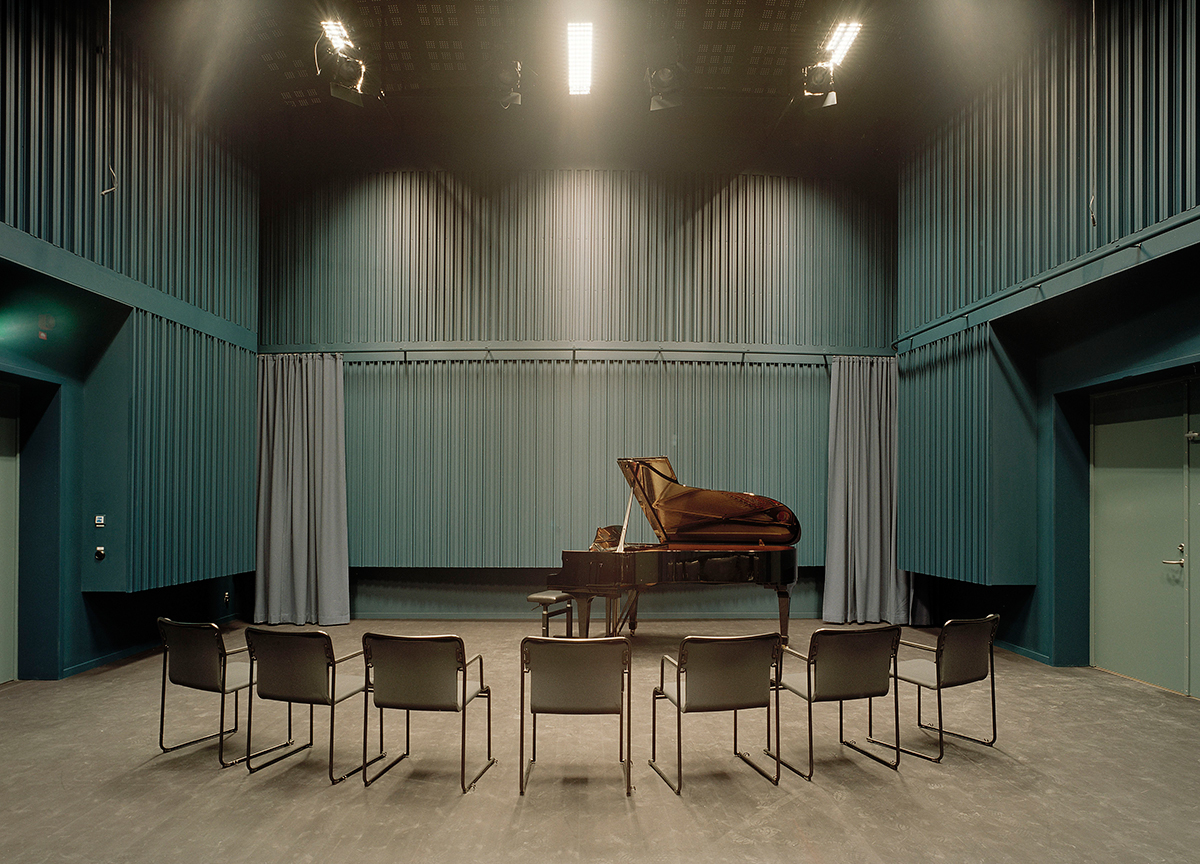

Hösten 2003 flyttade Operahögskolan in i nyrenoverade lokaler på Campus Valhallavägen. Restaureringen utfördes av Ahlsénarkitekterna och nominerades till Årets byggen 2003 och till Rot-priset 2004.

## Rektorer
- 1984–1994 Kerstin Meyer[4]
- 1994–2000 Jonny Blanc
- 2000–2001 Björn W Stålne[5]
- 2001–2004 Lise-Lotte Axelsson
- 2005–2010 Birgitta Svendén[6]
- 2011–2013 Magnus Aspegren[7]
- 2013–2014 Wilhelm Carlsson (som vicerektor)
- 2014–2019 Anna Lindal Dekan
- 2020–   Lise-Lotte Axelsson Prefekt